# American X: Baby 81 Sessions EP
American X: Baby 81 Sessions to płyta EP zespołu Black Rebel Motorcycle Club, wydana w USA 4 grudnia 2007 roku. Płyta zawiera niewydane utwory z Baby 81 sesje nagraniowe z nowym krótkim filmem do piosenki „American X.” Początkowo, płyta była wydana tylko w sklepach w USA, ale została udostępniona na arenie międzynarodowej w krótkim czasie. Płyta jest wyróżniana za nietypowe, mroczne brzmienie i to może być przyczyną dlaczego te utwory zostały usunięte z albumu.

## Utwory
1. „The Likes of You” – 5:11
2. „Vision” – 5:01
3. „The Show’s About to Begin” – 5:02
4. „MK Ultra” – 4:25
5. „Whenever You’re Ready” – 3:12
6. „20 Hours” – 5:04
7. „Last Chance for Love” – 4:01
8. „American X” (krótki film) – 9:28

## Info
- „The Likes of You” była utworem bonusowym w wydaniu UK Baby 81.
- „The Show’s About to Begin” była stroną B do singlu Weapon of Choice, kwiecień 2007.
- „Vision” (singiel CD) i „20 Hours” (singiel winylowy) to strony B do singlu Berlin, lipiec 2007.
- „MK Ultra” było wydane pod nazwą „US Government” do ściągnięcia na stronie zespołu w grudniu 2005. Jest to wersja akustyczna piosenki „US Goverment” występującej w drugim albumie – Take Them On On Your Own.